# Prosthoporus striatifrons
Prosthoporus striatifrons là một loài tò vò trong họ Ichneumonidae.